# Polygonia lunigera
Polygonia lunigera är en fjärilsart som beskrevs av Butler 1881. Polygonia lunigera ingår i släktet Polygonia och familjen praktfjärilar. Inga underarter finns listade i Catalogue of Life.